# Cinco de Julio (Casacoima)
Pour les articles homonymes, voir Cinco de Julio.
Cinco de Julio est l'une des cinq paroisses civiles de la municipalité de Casacoima dans l'État de Delta Amacuro au Venezuela. Sa capitale est La Masa de Moriche.

## Géographie

### Démographie
Hormis sa capitale La Masa de Moriche, la paroisse civile possède plusieurs localités :
- Aranaya
- Asentamiento Cogollal
- La Masa de Moriche
- El Triunfo (quartiers ouest)